# Péridiole

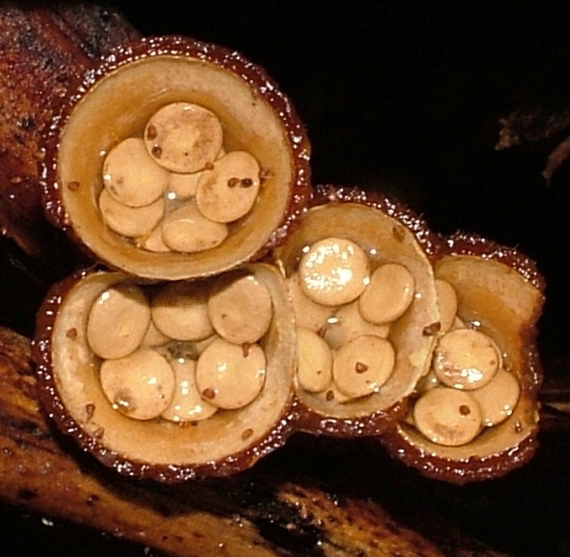
Péridioles chez Crucibulum laeve

Les péridioles sont des organes formés d'un tissu glébal qui contient les basides et les basidiospores et entourés par une paroi coriace chez les champignons basidiomycètes de la famille des Nidulariaceae (nids d'oiseaux).

## Description
Ils sont classiquement de forme lenticulaire (comme une lentille biconvexe), mesurant de 1 à 3 mm de diamètre.

## Spécificité des genres
La couleur des péridioles est caractéristique des genres de la famille des Nidulariaceae : Cyathus a des péridioles noirs, Nidularia et Nidula ont des péridioles bruns, les péridioles des Mycocalia vont du jaune au rouge-brun et Crucibulum a des péridioles noirs qui sont entourés par une membrane blanchâtre appelé la tunique, ce qui les fait apparaître blancs. Dans la plupart des espèces, les péridioles sont dispersés par la pluie, mais ils peuvent aussi être libres dans le péridium, entourés par un mucilage gélatineux.